# Pietropawłowskaja (Kraj Krasnodarski)
Pietropawłowskaja (ros. Петропавловская) – stanica w Rosji, w Kraju Krasnodarskim, w rejonie kurganińskim. W 2010 liczyła 6683 mieszkańców.